# Galerie d'identification biochimique
 (mars 2023).

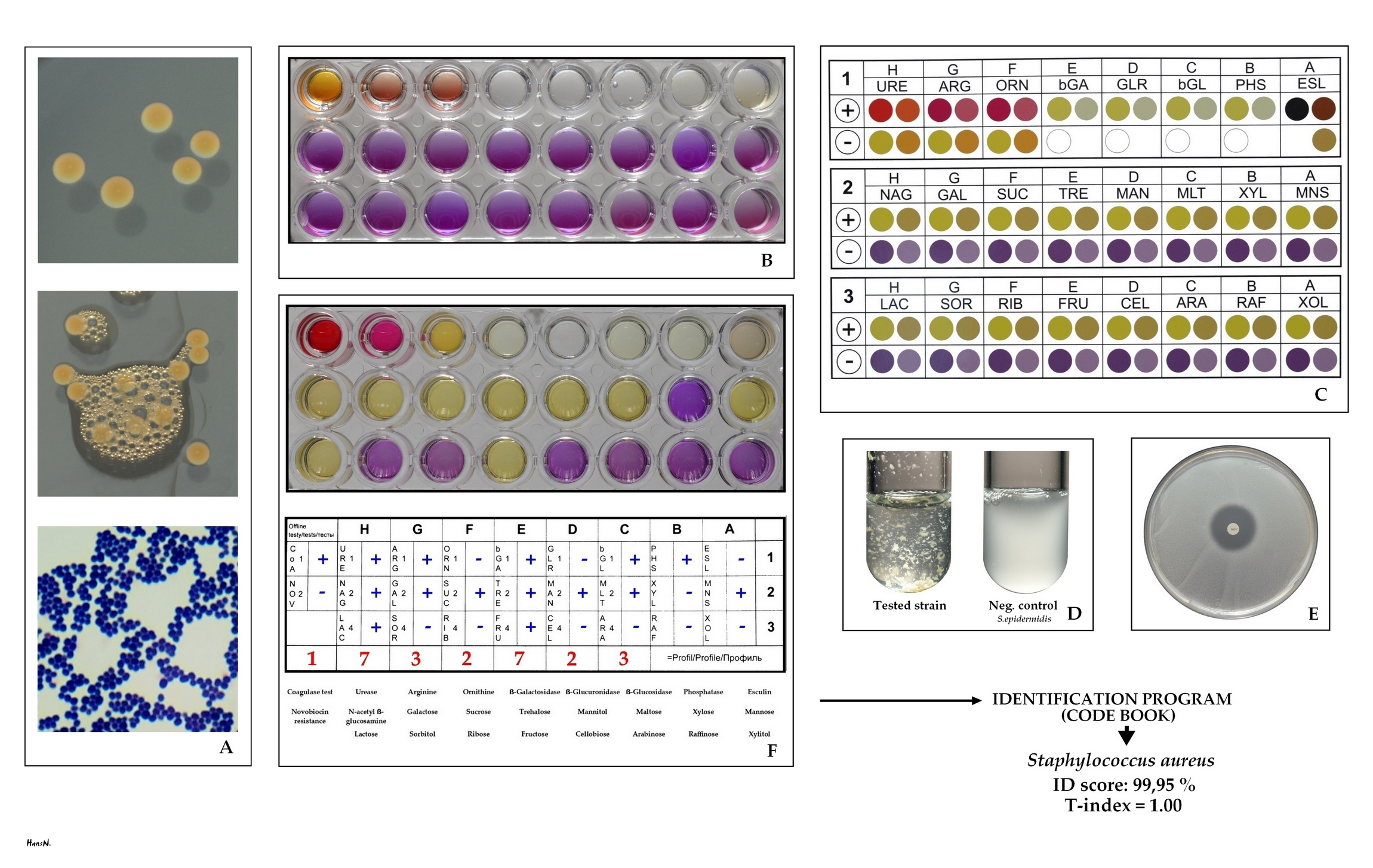
Utilisation d'une batterie de tests biochimiques.

Les galeries d'identification biochimique sont des ensembles de tests biochimiques standardisés qui permettent une identification rapide (parfois en 4 heures) des bactéries.
Il en existe de différents types suivant le groupe auquel appartient la bactérie en question, par exemple les galeries fournies par BioMérieux :
- API 20E
- ID 32 Strep
- ID 32 Staph
- Api NH...